# Isaac Albéniz
Isaac Manuel Francisco Albéniz y Pascual (Camprodón, Gerona, 29 de mayo de 1860-Cambo-les-Bains, 18 de mayo de 1909), más conocido como Isaac Albéniz, fue un célebre compositor y pianista español, discípulo de Felipe Pedrell. Gracias a la ayuda de Guillermo Morphy, el conde de Morphy, compositor y mecenas de las artes, obtuvo una pensión para formarse en el Conservatorio de Bruselas en 1876, y terminó sus estudios en 1879.
Siendo un virtuoso compositor de piano, Isaac Albéniz también compuso música para otros instrumentos. Dedicó más de una década de sus casi cuarenta y nueve años de vida a escribir temas para teatro, —como por ejemplo, su más exitoso trabajo operístico, Pepita Jiménez— también se dedicó a interpretar conciertos o a la grabación de su ópera Merlín. Durante su carrera escribió canciones —más de dos docenas— así como varios temas orquestales y de cámara. 
El fondo personal de Isaac Albéniz se conserva en la Biblioteca de Cataluña y en el Museo de la Música de Barcelona, que guarda la donación ofrecida por la nieta del compositor (incluye documentación biográfica, ejemplares manuscritos originales y objetos personales). Existe una "Fundación Albéniz", con sedes en Madrid y Santander, actualmente presidida por Paloma O'Shea.

## Vida y obra
Isaac Albéniz nació en Camprodón, Gerona, el 29 de mayo de 1860, hijo de Ángel Lucio Albéniz y Gauna (Vitoria, 2 de marzo de 1817-?) y de su primera mujer María de los Dolores Pascual. Tuvo tres hermanas: Blanca Albéniz y Pascual; Clementina Albéniz y Pascual (Madrid, 1853-Madrid, 1946), casada con Víctor Ruiz y Rojo y madre de Víctor Ruiz Albéniz y de Sara Ruiz Albéniz; y Enriqueta Albéniz y Pascual. Su padre se casó por segunda vez en 1901 con María Romero y Cebrián.
Empezó su vida como prodigio —debutó como concertista de piano, con gran éxito, a los cuatro años— y tras muchas giras arriesgadas que le llevaron tan lejos de casa como a las Américas (viajes que constantemente interrumpían sus clases en el Conservatorio de Madrid), se concentró en una seria carrera de estudios en Bélgica. Con una beca que recibió del rey Alfonso XII de España, entró en el Conservatorio de Bruselas en 1876, graduándose en 1879 con un primer premio en piano, que le fue otorgado de forma unánime. Albéniz regresó a España para establecerse como un experto virtuoso; además, empezó a componer y a dirigir. Enseguida empezó como director de una compañía ambulante de zarzuelas y escribió tres zarzuelas que no se conservan actualmente.  En 1883 se estableció en Barcelona, donde se casó el 23 de junio en la iglesia de la Virgen de la Merced con Rosa (Rosina) Jordana y Lagarriga, con quien tuvo un hijo y dos hijas. En Barcelona estudió composición con Felipe Pedrell. Cada vez más, Albéniz incorporaba sus propias composiciones en sus recitales. En 1885 se trasladó a Madrid donde recibió de nuevo la ayuda de su protector el conde de Morphy, asistiendo frecuentemente a las veladas musicales organizadas en su domicilio privado.También formó parte del claustro del Instituto Filarmónico, un centro de libre enseñanza presidido por el Conde de Morphy. Sus trabajos fueron publicados por los principales editores musicales de aquella época: Benito Zozaya y Antonio Romero.
A 1 de enero de 1886 nació su hijo Alfonso Albéniz Jordana, que fue futbolista y que se casó con Rosalie de Sweert (Amberes, 3 de septiembre de 1901-?). Su hija Laura Albéniz Jordana nació en 1890, fue una importante pintora e ilustradora y falleció en 1944, y su hija Enriqueta Albéniz Jordana se casó con Vincent Alzamora.
Antonio Guerra y Alarcón en su monográfico «Isaac Albéniz: Notas crítico-biográficas de tan eminente pianista» (1886) reveló  que junto a docenas de trabajos para piano y las tres zarzuelas, Albéniz compuso varias canciones: cuatro romanzas para mezzosoprano  en francés, tres romanzas en catalán y un Álbum Bécquer. No existen rastros de las Romanzas, pero lo más probable es que el Álbum Bécquer se refiriera a las Rimas de Bécquer, posteriormente publicadas por Zozaya en 1888. (Esta biografía de Albéniz ha resultado ser la fuente de graves errores y equivocaciones en la vida del compositor ya que él mismo se encargó de "decorar" su vida lo suficiente como para ser admirada por otros. De estos errores cabe destacar que Albéniz nunca conoció (y mucho menos estudió) con Franz Liszt, que nunca fue polizón en barcos que zarpaban a América y que nunca recorrió Europa viajando como un bohemio errante: sendos viajes fueron cuidadosamente planeados por su padre, Ángel Albéniz.) También en el mismo año Romero publicó las Seis Baladas. En 1889 se anunció la publicación por parte de Romero de otro grupo de canciones, Seis melodías con texto de Alfred de Musset. Sin embargo, excepto Chanson de Barberine de Albéniz, ninguna otra canción con letra de Musset ha llegado a nuestros días.
La reputación de Albéniz como pianista y compositor siguió creciendo. En la primavera de 1889 viajó a París, donde apareció en los Conciertos Colonne en una sesión que incluía su Concierto para piano, op. 78. Desde París siguió hasta Inglaterra, donde sus interpretaciones le aportaron un éxito al instante. En 1890 se puso en contacto con el empresario Henry Lowenfeld que contrató los servicios de Albéniz como intérprete y compositor. Como resultado, Albéniz se trasladó junto a su familia (su esposa Rosina y sus tres hijos) a Londres y a través de Lowenfeld finalmente se introdujo en el mundo del teatro musical. Trabajando en el Teatro Lírico y más tarde en el Teatro Príncipe de Gales proporcionó números extras, así como adaptaciones de comedias musicales cuando era necesario. Por petición de Lowenfeld, Albéniz compuso El Ópalo Mágico. Esta comedia lírica, en el estilo de Gilbert y Sullivan , fue estrenada en el Lírico el 19 de enero de 1893 (fue traducida posteriormente al castellano por Eusebio Sierra y presentada en Madrid en 1895 como La Sortija; este mismo año, su zarzuela San Antonio de la Florida con libreto de Sierra fue también interpretada en Madrid).
Sus contactos teatrales en Londres llamaron la atención de Francis Burdett Money-Coutts poeta y dramaturgo aficionado, y heredero de una fortuna bancaria de la célebre firma de Coutts and Co, quien había comprado acciones y en julio de 1894 adquirió el contrato que Albéniz tenía con Lowenfeld. Coutts, cuyo soporte financiero permitió a Albéniz vivir confortablemente el resto de su vida, estaba interesado en escribir libretos. Su colaboración con el compositor produjo Henry Clifford (estrenada en el teatro del Liceo de Barcelona en 1895), Pepita Jiménez (Teatro Liceo, 1896; Neues Deutsches Theater de Praga, 1897; Monnaie de Bruselas, 1905), y Merlín (compuesta entre 1898 y 1902 pero no producida en vida de Albéniz), la primera ópera de una propuesta trilogía titulada King Arthur (Lancelot quedó incompleta en 1903, y en cuanto a Genevre, no se llegó a intentar). Por consiguiente, durante aproximadamente una década, Albéniz dedicó todo su talento y energía a la creación y producción de música para el escenario. Durante este tiempo estuvo trasladándose desde Londres a París.

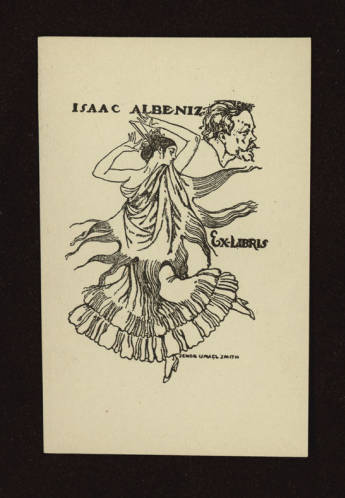
Ex libris Isaac Albéniz realizado por Ismael Smith ca. 1921.

En la capital francesa se puso en contacto con Vincent d'Indy, Ernest Chausson, Charles Bordes, y más tarde con Paul Dukas y Gabriel Fauré, formando estrechos lazos con la comunidad musical francesa. Desde 1898 hasta 1900 enseñó piano avanzado en la Schola Cantorum, pero a causa de su pobre salud, en 1900 regresó al cálido clima español. Empezó un arduo trabajo junto a Enrique Morera  con la promoción de trabajos líricos catalanes. Cuando, sin embargo, sus esfuerzos no lograron que se produjeran sus propios trabajos teatrales, regresó a París, donde su música era aceptada, elogiada e interpretada. La residencia de Albéniz en París empezó a ser un refugio para artistas españoles (entre los que están Joaquín Turina y Manuel de Falla); aquí encontraron apoyo y ánimo por su propio esfuerzo. La preocupación de Albéniz con las formas musicales más largas produjo un cambio en su estilo composicional desde lo básicamente ligero, piezas atractivas de su temprana carrera, hacia un arte más complejo. Y aunque no dejó de interpretar, sus apariciones disminuyeron cuando empezó a dejarse absorber por la composición y producción de sus trabajos operísticos. De este periodo nos vienen las canciones Il en est de l'amour y Deux morceaux de prose de Pierre Loti (Crépuscule y Tristesse) así como esos grupos de poemas de Coutts: Para Nellie (un conjunto de seis canciones); Art thou gone for ever, Elaine; Six Songs (de las cuales solo Will you be mine? y Separated sobreviven); y Two Songs (The Gifts of the Gods y The Caterpillar). De este periodo también existe una muestra de apertura de una canción para poner música al texto de la fábula de Jean de La Fontaine "Conseil tenu par les rats" (Consejo tenido por las ratas)  el fragmento que concluye una canción de Coutts, Laugh at loving, y referencias a otras canciones de Coutts para las cuales no se ha encontrado la música.
Como Coutts empezó a cansarse de escribir libretos, Albéniz poco a poco volvió al piano y a su nativo paisaje de inspiración, La Vega (1896-98) presagiando su posterior estilo, que floreció con su obra maestra Iberia (1905-1908). La textura composicional y el lenguaje que define Iberia son característicos de Quatre mélodies (de los poemas de Coutts), el último trabajo vocal y las últimas piezas completas de Albéniz. A causa de una nefritis, Albéniz murió en Cambo-les-Bains, en los Pirineos franceses, el 18 de mayo de 1909. 
Un dato curioso de Isaac Albéniz es que pocos días antes de su muerte, fue a visitarlo su gran amigo y paisano Enrique Granados. Albéniz le pidió que le tocara algo al piano y este interpretó su obra La maja y el Ruiseñor (obra inédita por entonces), cuando de repente tocó la barcarola "Mallorca", obra compuesta por Albéniz en un viaje que hicieron los dos a las Islas Baleares. Albéniz moriría días después, antes de que el gobierno francés le entregara la Gran Cruz de la Legión de Honor a petición de otros destacados pianistas como Fauré, Debussy y el mismo Granados. A la muerte de Albéniz, Rosina le pidió a su gran amigo Granados que terminase la última obra de su difunto esposo "Azulejos". Granados la terminó de forma impecable de tal manera que resulta muy difícil distinguir donde acaba Albéniz y donde empieza Granados. También hay que destacar dos obras para piano compuestas previamente a la Suite Iberia, que son la Suite española I y la Suite española II. Ambas obras, dada su importancia, merecen mención. Además, la aerolínea de bandera española, Iberia, ha bautizado uno de sus aviones del modelo Airbus A340 con su nombre.
Entre los tataranietos del compositor se encuentran el exalcalde de Madrid y expresidente de la Comunidad de Madrid, Alberto Ruíz-Gallardón, y Cécilia Attias, exmujer de Nicolas Sarkozy, expresidente francés.